# Endectyon xerampelinum
Endectyon xerampelinum är en svampdjursart som först beskrevs av Jean-Baptiste Lamarck 1814.  Endectyon xerampelinum ingår i släktet Endectyon och familjen Raspailiidae. Inga underarter finns listade i Catalogue of Life.